# Borinbizkarra

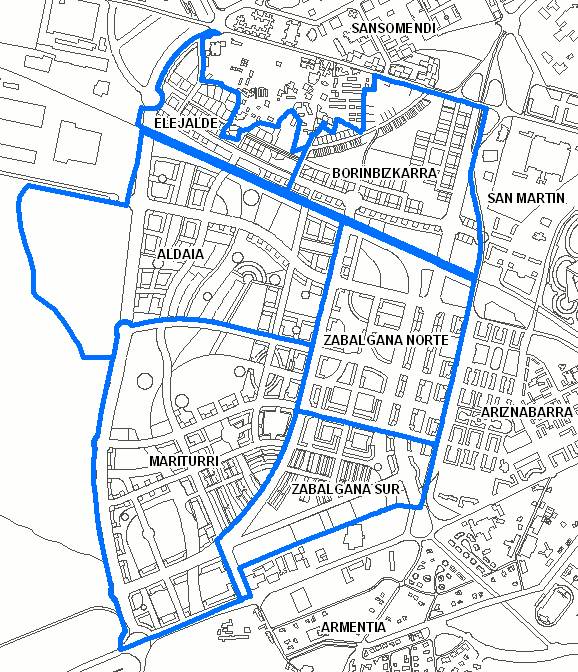
Nuevos barrios de Zabalgana.

Borinbizkarra es el nombre que recibe el sector situado al noreste del barrio de Zabalgana, en la ciudad de Vitoria, País Vasco, España.
Borinbizkarra tiene una superficie de 343.505 metros cuadrados.
Limita al norte con el barrio de Sansomendi a través de la Avenida de los Huetos, al este con el barrio de San Martín a través de la Avenida del Mediterráneo, al sur con el resto de Zabalgana a través de la vía del ferrocarril y al oeste con el sector de Elejalde y el pueblo de Ali.
Este sector se construye en torno a un gran parque central, alrededor del cual se distribuyen las calles, edificios y equipamientos.
Están previstas 2.000 viviendas: 1.568 (el 78,40%) de protección oficial, 344 colectivas libres y 88 adosadas, siendo el tercer sector de Zabalgana por número de viviendas.
Las parcelas para equipamientos suman un total de 60.922 metros cuadrados, divididas en 9 parcelas: 5 para equipamientos educativos, 2 para equipamientos deportivos, una para equipamiento social y otra para equipamiento general, pero ha sido modificado en perjuicio de los vecinos y vecinas.